# بوشر هایرولیکس
بوشر هایرولیکس (انگلیسی: Bucher Hydraulics) شرکت صنایع سنگین سوئیسی است، که در سال ۱۹۲۳ تأسیس شد.